# Hrubá Voda zastávka
Hrubá Voda zastávka je železniční zastávka v Hrubé Vodě. Nachází se v km 17,899 železniční trati Olomouc - Krnov - Opava mezi stanicemi Hrubá Voda a Hlubočky.

## Popis zastávky
Zastávka je jednokolejná a je vybavena vnějším úrovňovým nástupištěm o délce 140 m, hrana nástupiště je ve výšce 250 mm nad temenem kolejnice. Cestujícím slouží přístřešek. Zastávka je osvětlena svítidly ovládanými fotobuňkou.